# Championnats du monde de lutte 2019
Navigation
Édition précédente Édition suivante
Les championnats du monde de lutte 2019 ont lieu du 14 septembre au 22 septembre 2019 au complexe sportif Daulet à Noursoultan, au Kazakhstan.
Les championnats du monde de lutte sont un ensemble de compétitions internationales organisés par la Fédération internationale des luttes associées. Ils comprennent depuis leur création en 1904 une compétition de lutte gréco-romaine à laquelle s'est ajoutée en 1951 une compétition de lutte libre masculine puis en 1987 une compétition de lutte féminine. Ces championnats se déroulent actuellement tous les ans sauf les années olympiques.
Les six meilleurs lutteurs de chaque catégorie de poids olympique en compétition seront qualifiés pour les Jeux olympiques d'été de 2020.

## Résultats

### Lutte libre hommes
| Épreuves | Or                         | Argent                     | Bronze                                          |
| -------- | -------------------------- | -------------------------- | ----------------------------------------------- |
| 57 kg    | Zaur Uguev (RUS)           | Süleyman Atlı (TUR)        | Nurislam Sanayev (KAZ)                          |
| 57 kg    | Zaur Uguev (RUS)           | Süleyman Atlı (TUR)        | Ravi Kumar Dahiya (IND)                         |
| 61 kg    | Beka Lomtadze (GEO)        | Magomedrasul Idrisov (RUS) | Behnam Ehsanpour (IRN)                          |
| 61 kg    | Beka Lomtadze (GEO)        | Magomedrasul Idrisov (RUS) | Rahul Aware (IND)                               |
| 65 kg    | Gadzhimurad Rashidov (RUS) | Daulet Niyazbekov (KAZ)    | Bajrang Punia (IND)                             |
| 65 kg    | Gadzhimurad Rashidov (RUS) | Daulet Niyazbekov (KAZ)    | Iszmail Muszukajev (HUN)                        |
| 70 kg    | David Baev (RUS)           | Nurkozha Kaipanov (KAZ)    | Magomedmurad Gadzhiev (POL)                     |
| 70 kg    | David Baev (RUS)           | Nurkozha Kaipanov (KAZ)    | Younes Emami (IRN)                              |
| 74 kg    | Zaurbek Sidakov (RUS)      | Frank Chamizo (ITA)        | Zelimkhan Khadjiev (FRA) Daniyar Kaisanov (KAZ) |
| 74 kg    | Zaurbek Sidakov (RUS)      | Frank Chamizo (ITA)        | Jordan Burroughs (USA)                          |
| 79 kg    | Kyle Dake (USA)            | Jabrayil Hasanov (AZE)     | Gadzhi Nabiev (RUS)                             |
| 79 kg    | Kyle Dake (USA)            | Jabrayil Hasanov (AZE)     | Tajmuraz Salkazanov (SVK)                       |
| 86 kg    | Hassan Yazdani (IRN)       | Deepak Punia (IND)         | Stefan Reichmuth (SUI)                          |
| 86 kg    | Hassan Yazdani (IRN)       | Deepak Punia (IND)         | Artur Naifonov (RUS)                            |
| 92 kg    | J'den Cox (USA)            | Alireza Karimi (IRN)       | Irakli Mtsituri (GEO)                           |
| 92 kg    | J'den Cox (USA)            | Alireza Karimi (IRN)       | Alikhan Zhabrailov (RUS)                        |
| 97 kg    | Abdulrashid Sadulaev (RUS) | Sharif Sharifov (AZE)      | Kyle Snyder (USA)                               |
| 97 kg    | Abdulrashid Sadulaev (RUS) | Sharif Sharifov (AZE)      | Magomedgadzhi Nurov (MKD)                       |
| 125 kg   | Geno Petriashvili (GEO)    | Taha Akgül (TUR)           | Oleksandr Khotsianivskyi (UKR)                  |
| 125 kg   | Geno Petriashvili (GEO)    | Taha Akgül (TUR)           | Khasanboy Rakhimov (UZB) Deng Zhiwei (CHN)      |

### Lutte gréco-romaine hommes
| Épreuves | Or                       | Argent                       | Bronze                       |
| -------- | ------------------------ | ---------------------------- | ---------------------------- |
| 55 kg    | Nugzari Tsurtsumia (GEO) | Khorlan Zhakansha (KAZ)      | Eldaniz Azizli (AZE)         |
| 55 kg    | Nugzari Tsurtsumia (GEO) | Khorlan Zhakansha (KAZ)      | Shota Ogawa (JPN)            |
| 60 kg    | Kenichiro Fumita (JPN)   | Sergey Emelin (RUS)          | Meirambek Ainagulov (KAZ)    |
| 60 kg    | Kenichiro Fumita (JPN)   | Sergey Emelin (RUS)          | Alireza Nejati (IRN)         |
| 63 kg    | Shinobu Ota (JPN)        | Stepan Maryanyan (RUS)       | Slavik Galstyan (ARM)        |
| 63 kg    | Shinobu Ota (JPN)        | Stepan Maryanyan (RUS)       | Almat Kebispayev (KAZ)       |
| 67 kg    | Ismael Borrero (CUB)     | Artem Surkov (RUS)           | Frank Stäbler (GER)          |
| 67 kg    | Ismael Borrero (CUB)     | Artem Surkov (RUS)           | Mate Nemeš (SRB)             |
| 72 kg    | Abuyazid Mantsigov (RUS) | Aram Vardanyan (UZB)         | Aik Mnatsakanian (BUL)       |
| 72 kg    | Abuyazid Mantsigov (RUS) | Aram Vardanyan (UZB)         | Bálint Korpási (HUN)         |
| 77 kg    | Tamás Lőrincz (HUN)      | Alex Bjurberg Kessidis (SWE) | Mohammad Ali Geraei (IRN)    |
| 77 kg    | Tamás Lőrincz (HUN)      | Alex Bjurberg Kessidis (SWE) | Jalgasbay Berdimuratov (UZB) |
| 82 kg    | Lasha Gobadze (GEO)      | Rafig Huseynov (AZE)         | Qian Haitao (CHN)            |
| 82 kg    | Lasha Gobadze (GEO)      | Rafig Huseynov (AZE)         | Saeid Abdevali (IRN)         |
| 87 kg    | Zhan Beleniuk (UKR)      | Viktor Lőrincz (HUN)         | Rustam Assakalov (UZB)       |
| 87 kg    | Zhan Beleniuk (UKR)      | Viktor Lőrincz (HUN)         | Denis Kudla (GER)            |
| 97 kg    | Musa Evloev (RUS)        | Artur Aleksanyan (ARM)       | Mikheil Kajaia (SRB)         |
| 97 kg    | Musa Evloev (RUS)        | Artur Aleksanyan (ARM)       | Cenk İldem (TUR)             |
| 130 kg   | Rıza Kayaalp (TUR)       | Óscar Pino (CUB)             | Heiki Nabi (EST)             |
| 130 kg   | Rıza Kayaalp (TUR)       | Óscar Pino (CUB)             | Iakob Kajaia (GEO)           |

### Lutte libre femmes
| Épreuves | Or                        | Argent                 | Bronze                          |
| -------- | ------------------------- | ---------------------- | ------------------------------- |
| 50 kg    | Mariya Stadnik (AZE)      | Alina Vuc (ROU)        | Valentina Islamova (KAZ)        |
| 50 kg    | Mariya Stadnik (AZE)      | Alina Vuc (ROU)        | Ekaterina Poleshchuk (RUS)      |
| 53 kg    | Pak Yong-mi (PRK)         | Mayu Mukaida (JPN)     | Vinesh Phogat (IND)             |
| 53 kg    | Pak Yong-mi (PRK)         | Mayu Mukaida (JPN)     | Pang Qianyu (CHN)               |
| 55 kg    | Jacarra Winchester (USA)  | Nanami Irie (JPN)      | Olga Khoroshavtseva (RUS)       |
| 55 kg    | Jacarra Winchester (USA)  | Nanami Irie (JPN)      | Bat-Ochiryn Bolortuyaa (MGL)    |
| 57 kg    | Risako Kawai (JPN)        | Rong Ningning (CHN)    | Iryna Kurachkina (BLR)          |
| 57 kg    | Risako Kawai (JPN)        | Rong Ningning (CHN)    | Odunayo Adekuoroye (NGA)        |
| 59 kg    | Linda Morais (CAN)        | Lyubov Ovcharova (RUS) | Pei Xingru (CHN)                |
| 59 kg    | Linda Morais (CAN)        | Lyubov Ovcharova (RUS) | Baatarjavyn Shoovdor (MGL)      |
| 62 kg    | Aisuluu Tynybekova (KGZ)  | Taybe Yusein (BUL)     | Henna Johansson (SWE)           |
| 62 kg    | Aisuluu Tynybekova (KGZ)  | Taybe Yusein (BUL)     | Yukako Kawai (JPN)              |
| 65 kg    | Inna Trazhukova (RUS)     | Iryna Koliadenko (UKR) | Wang Xiaoqian (CHN)             |
| 65 kg    | Inna Trazhukova (RUS)     | Iryna Koliadenko (UKR) | Elis Manolova (AZE)             |
| 68 kg    | Tamyra Mensah-Stock (USA) | Jenny Fransson (SWE)   | Soronzonboldyn Battsetseg (MGL) |
| 68 kg    | Tamyra Mensah-Stock (USA) | Jenny Fransson (SWE)   | Anna Schell (GER)               |
| 72 kg    | Natalia Vorobieva (RUS)   | Alina Berezhna (UKR)   | Masako Furuichi (JPN)           |
| 72 kg    | Natalia Vorobieva (RUS)   | Alina Berezhna (UKR)   | Pa Liha (CHN)                   |
| 76 kg    | Adeline Gray (USA)        | Hiroe Minagawa (JPN)   | Epp Mäe (EST)                   |
| 76 kg    | Adeline Gray (USA)        | Hiroe Minagawa (JPN)   | Aline Rotter-Focken (GER)       |